# Jules Philipot
Jules Philipot (París, 24 de gener de 1824 - 11 de març de 1897) fou un pianista i compositor francès.
El 1839 ingressà en el Conservatori de la seva ciutat natal. El 1843 aconseguí el segon premi de piano i el primer l'any següent. També cursà harmonia i acompanyament en el mateix centre docent. Després es dedicà a l'ensenyança i a la composició, havent-se-li premiat en un concurs el 1867 la seva òpera còmica en un acte Le Magnifique.
Entre les seves altres produccions hi figuren; Études de salon, Album d'un voyageur, Serenade espagnole, i altres moltes composicions per a piano, que es distingeixen per la seva elegant factura.